# ريك ومورتي (الموسم السادس)
ريك ومورتي الموسم السادس هو مسلسل تلفزيوني أمريكي. يتم عرضه في 4 سبتمبر 2022. بطولة جاستن رويلاند كشخصيتين فخاريتين ، ريك سانشيز ومورتي سميث ، ونظرائهما متعددي الأبعاد ، تم ترتيب الموسم قبل انتهاء الموسم الرابع من العرض ، في مايو 2020.  إنه الموسم الأخير لعرض جاستن رويلاند الذي يقدم أي عمل صوتي ، وهو أيضًا الموسم الأخير الذي تنتجه شركة سولو فانيتي كارد للإنتاج من إنتاج جاستن رويلاند ، حيث تم فصله من المسلسل في 24 يناير 2023 ، بسبب مزاعم العنف المنزلي .

## روابط خارجية
- قائمة حلقات ريك ومورتي (الموسم السادس)  على قاعدة بيانات الأفلام على الإنترنت